# Autoroute AP-51 (Espagne)
L’AP-51 est une autoroute espagnole située dans la communauté autonome de Castille-et-León de 24 km.
Elle relie Avila au nord-ouest de Madrid à Villacastin pour se connecter à l'AP-6.
Elle double la route nationale N-110
L'autoroute est payante et permet de connecter la ville d'Avila à l'autoroute du nord-ouest AP-6.
Elle est concédée par Iberpistas.

## Sorties
- 81 (sortie de l'A-6/AP-6)  Échangeur autoroutier entre AP-6 et AP-51
- 82 : Villacastín, Ségovie ( N-110 )
- Péage de Villacastin
- Aire de repos Berrocalejo de Aragona (dans les deux sens)
- 104 : Vicolozano;  l'AP-51 devient l'AV-20
- 0 (sortie de l'AV-20) : Avila
- 3 (sortie de l'AV-20) : Avila - Valladolid ( N-403 )
- 6 (sortie de l'AV-20)  Échangeur autoroutier entre AV-20/AP-51 et A-50 : Avila - Salamanque (A-50)
- 8 (sortie de l'AV-20) : Avila - Tolède ( N-403 )
- Fin de l'autoroute. L'AV-20 devient la  N-110  en direction de Plasence et Talavera de la Reina ( N-502 )